# SDO
SDO (særligt dækkede obligationer) blev i sommeren 2007 indført på det danske realkreditmarked som følge af et EU-direktiv – nærmere bestemt kapitaldækningsdirektivet (engelsk: Capital Requirements Directive (CRD)). Det endelige lovforslag blev vedtaget af et bredt politisk flertal bestående af regeringen (Venstre og Konversative), Socialdemokraterne, Dansk Folkeparti og de Radikale.

## Beskrivelse
I lighed med traditionelle danske realkreditobligationer udstedes SDO på baggrund af boliglån med pant i fast ejendom. SDO-lånene adskiller sig på flere områder fra de klassiske realkreditlån. De største forskelle er at der ved SDO-lån er mulighed for uendelig løbetid og ubegrænset afdragsfrihed, at der typisk ikke er en direkte sammenhæng mellem det ydede lån og de udstedte obligationer, og at SDO-lån kan ydes af pengeinstitutter og ikke kun realkreditinstitutter.
At der for SDO-lån ikke er direkte sammenhæng mellem udstedte obligationer og ydede lån, giver mulighed for en mere fleksibel långivning, men også individuelle rentesatser, der afhænger af låntagers risikoprofil. Låntagere betaler således ikke nødvendigvis samme rente for ellers identiske lån.
Krav til lånegrænser, løbetider og afdragsfrihed er ens for traditionelle realkreditlån og SDO-lån med den ene undtagelse at det ved optagelse af SDO-lån er muligt at få ubegrænset afdragsfrihed, og uendelig løbetid mod en nedsat lånegrænse, set i forhold til boligens værdi, på 75% mod de normale 80%.
For kredit- og pengeinstitutterne adskiller reglerne for særligt dækkede obligationer sig også på flere områder fra reglerne om realkreditobligationer. Den største ændring er i forhold til reglerne om løbende overholdelse af lånegrænser. For realkreditobligationer skal de bekendtgørelses-fastsatte lånegrænserne på f.eks 80% af boligens værdi blot overholdes ved lånets optagelse. For særligt dækkede obligationer skal denne lånegrænse være overholdt gennem hele obligationens løbetid. Et fald i ejendomsværdier kan således betyde at SDO-udstederen skal stille supplerende sikkerhed på låneniveau, således at hvert enkelt lån konstant overholder gældende lånegrænse gennem hele obligationens løbetid. Omkostningen ved at stille denne supplerende sikkerhed pålægges udstederen, og må ikke direkte overføres til låntager.
Efter den nye SDO-lovgivning har realkreditinstitutterne mulighed for at udstede følgende obligationer med pant i fast ejendom:
- Traditionelle realkreditobligationer (RO)
- Særligt dækkede obligationer (SDO) og
- Særligt dækkede realkreditobligationer (SDRO).

Der er stort set ingen forskel mellem SDRO'er og SDO'er, ud over realkreditinstitutternes eneret på betegnelsen realkredit, hvilken de således kan benytte i navngivningen af SDO'erne – særligt dækkede realkreditobligationer. Herudover har realkreditinstitutterne dog også valgt at videreføre den danske tradition for "matchfunding", dvs. stor sammenhæng mellem ydede lån og udstedte obligationer, hvor pengeinstitutterne typisk har udstedt SDO'er med en mellemlang løbetid på 5 – 10 år. Denne forskel er ikke lovbetinget.

### Balanceprincippet
Vedtagelsen af SDO-lovgivningen har medført en udvidelse af det tidligere balanceprincip, der beskriver krav til sammenhæng mellem boliglån og de udstedte obligationer med pant i fast ejendom. Der kan nu vælges mellem to balanceprincipper; det specifikke (der stort set er en videreførelse af det tidligere balanceprincip) og det overordnede balanceprincip. SDRO'er bygger typisk på det specifikke balanceprincip, hvorimod udstedere af SDO'er typisk har valgt det overordnede balanceprincip.
Efter vedtagelsen af loven om særligt dækkede obligationer har denne type obligationer været altdominerende på det danske marked for boligfinansiering. Således udstedes der stort set ikke traditionelle realkreditobligationer længere, efter at alle toneangivende realkreditinstitutter er overgået til udelukkende at udstede SDRO'er.
Den internationale betegnelse for obligationer der svarer til de danske SDO'er er Covered Bonds.

## Politisk opbakning til den danske SDO lovgivning
Den danske SDO-lovgivning blev i sommeren 2007 vedtaget af et flertal i Folketinget, bestående af V, K, S, DF, R samt løsgængeren Leif Mikkelsen (tidl. Venstre og Ny Alliance). Således stemte kun SF og Enhedslisten imod lovforslaget.
I forsommeren 2009 ytrede Henrik Sass Larsen, politisk ordfører i Socialdemokraterne, gennem diverse medier, at partiet var klar til at afskaffe SDO'er ved førstkommende lejlighed – "hellere i dag, end i morgen". Socialdemokraternes udmelding blev fulgt op af Dansk Folkeparti og SF der også var klar til at droppe SDO-lovgivningen. Partierne frygtede en underminering af det hæderkronede gamle danske realkreditsystem.
Hvilke dele af SDO-lovgivningen partierne er modstandere af, fremgår ikke direkte af udmeldingerne, men det vurderes af økonomer, at det kan blive ganske vanskeligt at gå helt tilbage til de traditionelle realkreditobligationer, der efter indførslen af SDO-lovgivningen reelt er uddøde på det danske obligationsmarked.
Ved den planmæssige evaluering af SDO-loven, i efteråret 2009, er det af Erhvervs- og Økonomiministeriet foreslået at udskyde denne til primo 2012, da de første år med danske SDO'er har været hårdt præget af Finanskrisen 2007-2009.